# Almir Ribeiro
Aldimir Torres Ribeiro (São João da Boa Vista, 9 de dezembro de 1935 — Punta del Leste, Uruguai, 18 de fevereiro de 1958), conhecido como Almir Ribeiro, foi um grande nome do rádio, cinema e música da década de 50. Com menos de dois anos de carreira chegou a ganhar dois prêmios Roquete Pinto. Foi artista exclusivo do programa "Spot Light", apresentado na TV Tupi (que anos mais tarde seria relançado com Wilson Simonal) e também participou em dois filmes.

## Biografia
Em 1935, Almir Ribeiro nasceu em São João da Boa Vista. Aos cinco anos de idade, mudou-se para Itapetininga, juntamente com seus pais, funcionários públicos, onde viveu até 1955.
Com 18 anos, já desempenhava, na antiga rádio PRD-9 local, as funções de locutor, produtor, programador e radio-ator. Durante algum tempo utilizou o nome artístico de Tony Sander. Em 1955, mudou-se para a capital paulista, onde pretendia dar sequência a sua carreira de locutor. Acabou entretanto seguindo a carreira de cantor. Fez testes na Rádio e TV Tupi, estreando no programa musical de Cassiano Gabus Mendes, então diretor da Tupi, quando interpretou a canção "My little one", adotando por sugestão do próprio Cassiano Gabus Mendes o nome artístico de Almir Ribeiro.
Em 1956, foi levado por Abelardo Figueiredo, que o vira cantar no programa de Cassiano Gabus Mendes, para ser o artista exclusivo do programa "Spot Light Popelinita" apresentado na TV Tupi. 
Foi levado por Jordão de Magalhães para se apresentar na boate Cave, onde conhece e namora a cantora Maysa Matarazzo, que fica na rua da Consolação, em São Paulo; e por Eduardo Tapajós para fazer temporada na boate "Beguin". Nesse ano, foi contratado pela gravadora Copacabana. Em janeiro de 1957, lançou seu primeiro disco, interpretando com acompanhamento de Rafael Puglielli e sua orquestra o fox "Amar outra vez", de M. Stollof sobre música de Chopin, com versão de G. Sidney, e o beguine "Canção do mar", de Ferrer Trindade e Frederico de Brito. Em seguida, gravou com acompanhamento de orquestra o beguine "Pra bem longe de ti", de Sherman, com versão de Nelson Figueiredo, e o samba-canção "Onde estou?...", de Hervé Cordovil e Vicente Leporace. No mesmo ano, gravou com acompanhamento da Orquestra de Hervé Cordovil a toada "Pezinho pra frente", de Aloísio Figueiredo, e o samba-canção "Contra-senso", de Antônio Bruno.
Nesse período, participou do filme Absolutamente Certo, de Anselmo Duarte, no qual interpretou o samba-canção "Onde estou?", de Hervé Cordovil e Vicente Leporace. Participou ainda de um show no Cine Aparecida do Sul, em Itapetininga, cantando com a estrela Ângela Maria. Em março do mesmo ano, lançou o LP Uma Noite no Cave, no qual interpretou os sambas "Fui eu", de Aloysio Figueiredo e Nelson Figueiredo, e "Se todos fossem iguais a você", de Antônio Carlos Jobim e Vinícius de Morais, os sambas-canção "Sempre teu", de Aloysio Figueiredo e Edson Borges, e "Falaram de você", de Hervé Cordovil e Renê Cordovil, os fox "Without my lover", de M. Philippe Gerard, Bernard Michel e Pierre, e "Only you", de Buck Ram e Ande Rand, e as canções "If I loved you", de Oscar Hammerstein II e Richard Rodgers, e "Because", de Guy D'Hardelot e Edward Tew-chemacher.
Nesse discos, foi acompanhado pelo conjunto da boate Cave, sob direção de Aloysio Figueiredo, que também tocou acordeom e piano, e que contava com as presenças de Pierre na guitarra, Nestor no contrabaixo, e Zequinha na bateria. Na contra-capa desse disco, Vinícius de Morais assim se referiu ao cantor:

"Tive a oportunidade de ouvir Almir Ribeiro na "boite" Cave, de São Paulo. Considero-o uma voz privilegiada. Possui, a meu ver, um dos mais ricos timbres que já me foi dado ouvir num cantor popular. Tenha ele a disciplina e a auto-crítica naturais (e indispensáveis) do verdadeiro artista, e estou certo de que se transformará no maior baladista brasileiro de todos os tempos."
Em março de 1958, foram lançados três discos em 78 rpm com gravações suas feitas no início do ano, nas quais interpretou, com acompanhamento de Antonio Sergi e sua orquestra, o fox "Tarde demais para esquecer", de Adamen e Carey, com versão de Alberto Ribeiro, e o samba-canção "No meio da noite", de Aloísio Figueiredo e José Marques da Costa, com acompanhamento de orquestra sem especificação de maestro, os sambas-canção "Foi a noite", de Antônio Carlos Jobim e Newton Mendonça, e "Laura", clássico de João de Barro e Alcyr Pires Vermelho, e com o conjunto da Boate Cave, dirigida por Aloísio Figueiredo, o samba-canção "Se todos fossem iguas a você", de Tom Jobim e Vinícius de Morais, e o fox "Without my love", de Gerard, Michel e Guiton. Logo em seguida, foi lançado o LP "Almir Ribeiro", também com tapes gravados no início do ano, e que além de quatro faixas lançadas em 78 rpm, trazia ainda as músicas "Risque" e "Folha morta", de Ary Barroso, "Dora", de Dorival Caymmi, "Maria", de Ary Barroso e Luiz Peixoto, e "Tarde fria", de Poly e Henrique Lobo.
Seu sucesso no entanto estava perto e, em apenas 45 dias, assinava contrato com a emissora, passando ainda a ser disputado por seis fábricas gravadoras. Um dia, foi convidado a vir atuar na TV-Tupi, do Rio, e foi aí que Carlos Machado o convidou a fazer uma temporada no Casino San Raphael em Punta del Este, no Uruguai. Era a sua primeira e última viagem. 
Morreu afogado numa praia de Punta del Este, em 18 de fevereiro, às 12 horas precisamente, após gravar seis discos em 78 rpm e dois LPs. Após sua morte, a Copacabana lançou o LP "Spot Light - Nº 2 - focaliza Almir Ribeiro", com doze interpretações do cantor no programa Spot Light registradas ao vivo. Estão presentes no disco suas interpretações para as músicas "João Valentão", "Dora", e "Só louco", de Dorival Caymmi, "Da cor do pecado", de Bororó, "Spring is here", de Lorenz Hart e Richard Rodgers, "Folha morta" e "Risque", de Ary Barroso, "Valsa de uma cidade", de Ismael Neto e Antônio Maria, "With Song in My Heart", de Lorenz Hart e Richard Rodgers, "Verão em Veneza", de Icini e Pinchi, "Hey There", de Richard Adler e Jerry Ross, e "Stella by starlight", de Ned Washington e Victor Young.
Na apresentação do disco, assim se referiu Abelardo Figueiredo a respeito de Almir: 

"Muitos poderão perguntar, e com razão, porque Almir Ribeiro não conseguiu no disco o mesmo sucesso registrado na televisão, no cinema e nas boates. Realmente, isso aconteceu, e a explicação vamos encontrar, em parte, na ânsia incontida de progredir, de aperfeiçoar ao máximo os recursos de sua voz. Quando em vida, Almir tinha uma perene preocupação: renovar o repertório, apresentar em cada novo "Spot light" uma novidade, uma canção diferente, um gênero atraente. Assim ele deixava de lado as melodias já gravadas, não se preocupando em "trabalhá-las" junto ao ouvinte, junto àqueles que movimentam o mercado fonográfico. Almir detestava a repetição. Buscava sempre o novo, o inédito, enfim, tudo aquilo que mais agradava a seu gosto, que mais de perto tocava sua sensibilidade. A mente de Almir estava sempre povoada pela preocupação de agradar de imediato a seu público. Deixava de lado o resultado financeiro de suas gravações, evidenciando, prematuramente, um elevado espírito profissional, que fez com que sua carreira fosse iniciada num ponto onde muitos a terminam."

## Discografia
- Amar outra vez (To love again) (Chopin, Stoloff, Sidney e Ricardo Macedo) Almir Ribeiro, 1957, Foxtrote;
- Because (Guy D'Hardelote e Edward Tewchemacher) Almir Ribeiro, 1957, Canção;
- Canção do mar (Ferrer Trindade e Frederico de Brito) Almir Ribeiro, 1957, Beguine;
- Contra-senso (Antônio Bruno) Almir Ribeiro, 1957, Samba-canção;
- Falaram de você (Hervé Cordovil e Renê Cordovil) Almir Ribeiro, 1957, Samba-canção;
- Foi a noite (Tom Jobim e Newton Mendonça) Almir Ribeiro, 1957, Samba-canção;
- Fui eu (Aloísio Figueiredo e Nelson Figueiredo) Almir Ribeiro, 1957, Samba;
- If I loved you (O. Hammerstein II e Rodgers) Almir Ribeiro, 1957, Canção;
- Laura (Alcyr Pires Vermelho e João de Barro) Almir Ribeiro, 1958, Samba-canção;
- No meio da noite (Aloísio Figueiredo e José Marques da Costa) Almir Ribeiro, 1958, Samba-canção;
- Onde estou (Hervé Cordovil e Vicente Leporace) Almir Ribeiro, 1957, Samba-canção;
- Only You (Buck Ram e Ande Rand) Almir Ribeiro, 1957, Foxtrote;
- Pézinho pra frente (Aloísio Figueiredo e Nelson Figueiredo) Almir Ribeiro, 1957, Toada;
- Pra bem longe de ti (To the end of the heart) (Joe Sherman, Noel Sherman e Nelson Figueiredo) Almir Ribeiro, 1957, Beguine;
- Se todos fossem iguais a você (Tom Jobim e Vinicius de Moraes) Almir Ribeiro, 1958, Samba;
- Sempre teu (Aloísio Figueiredo e Edson Borges) Almir Ribeiro, 1957, Samba-canção;
- Só louco (Dorival Caymmi) Almir Ribeiro, 1958, Samba-canção;
- Tarde demais para esquecer (An Affair to Remember) (Harold Adamson, Leo McCarey, T. Chandler e Alberto Ribeiro) Almir Ribeiro, 1957, Slow;
- Without my lover (M. Phillippe Gerard, Bernard Michel e Pierre) Almir Ribeiro, 1958, Foxtrote.

## Filmografia
- O Cantor e o Milionário (1958), de José Carlos Burle.
- Absolutamente Certo (1957), de Anselmo Duarte.

## Homenagem
Na cidade onde morava, Itapetininga, seu nome vira nome de uma rua localizada no bairro de Vila Ginez, CEP 18208-030. "LGL Imagem" e "Museu da Imagem e do Som de Itapetininga" homenageiam-no com um curto documentário contando a sua história e carreira.